# Llegaron dos hombres
Llegaron dos hombres es una coproducción hispano-sueca de drama estrenada en 1959, codirigida por Arne Mattsson y Eusebio Fernández Ardavín y protagonizada en los papeles principales por Francisco Rabal, Ulla Jacobsson, Christian Marquand, Marcel Mouloudji y Ana Esmeralda.
Está inspirada en una serie de hechos verídicos acaecidos en Italia en el año 1956.

## Sinopsis
Dos criminales huidos del furgón policial que los transportaba se refugian en la escuela de un pueblo tomando como rehenes a la maestra y a sus alumnos.

## Reparto
- Francisco Rabal como Superintendente
- Ulla Jacobsson como Laura, la maestra
- Christian Marquand como Pablo Morales
- Marcel Mouloudji como Ángel García
- Ana Esmeralda
- Fernando Sancho como Gregorio
- Félix Dafauce
- Roberto Camardiel
- Francisco Bernal como Villar
- Lola Lemos como Señora Villar
- Manuel Aguilera
- Mario Berriatúa
- Julio Goróstegui
- Goyo Lebrero
- José Manuel Martín
- Manuel Peiró
- Josefina Serratosa
- Matilde Artero